# 维诺赫拉迪夫

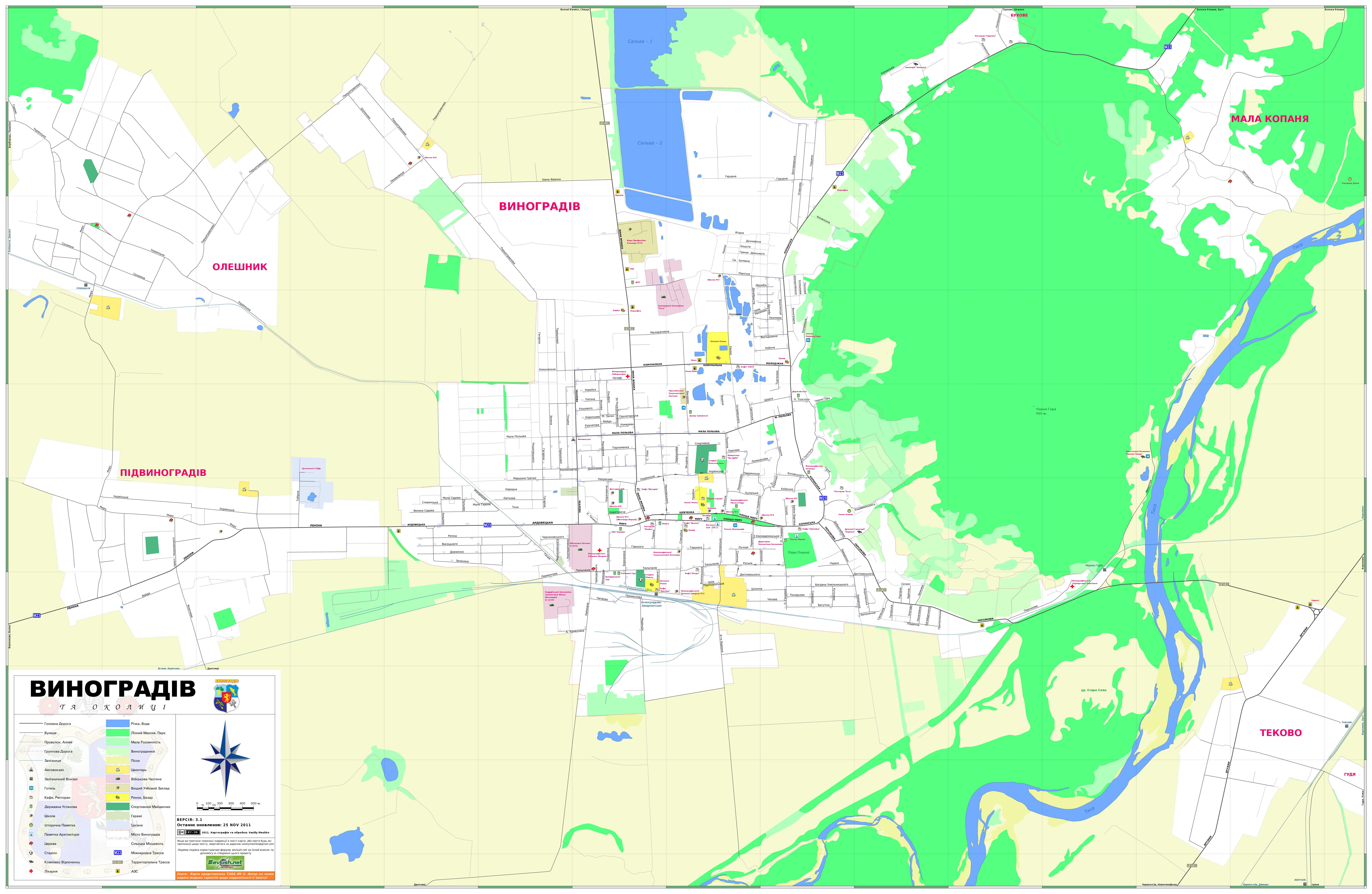
维诺赫拉迪夫市及其周边地区的详细地图

维诺赫拉迪夫（烏克蘭語：Виноградів），亦译为维诺格拉多夫，是烏克蘭西部外喀爾巴阡州贝雷霍韋區维诺赫拉迪夫市镇内的城市及其行政中心。始建於1262年，面積32.09平方公里，2022年人口25,317，人口密度每平方公里789人。